# Live in Philadelphia, PA
Live in Philadelphia, PA (July 30, 1982) – album koncertowy King Crimson, wydany w maju 2001 roku nakładem Discipline Global Mobile jako CD. Ukazał się jak nr 26. w serii wydawniczej „The King Crimson Collectors’ Club”.

## Album

### Historia
Koncert Live in Philadelphia odbył się w Mann Music Center w Filadelfii 30 lipca 1982 roku, wkrótce po wydaniu albumu Beat. Większość wykonanych w trakcie koncertu utworów pochodziła z tego albumu oraz z jego poprzednika, Discipline z 1981 roku. Ze starszych nagrań przypomniane zostały „Red” i „Larks’ Tongues In Aspic Part II”.

### Lista utworów
Lista i informacje według Discogs:
| 1.  | Thela Hun Ginjeet               | 7:14    |
|     |                                 |         |
| 2.  | Red                             | 5:56    |
|     |                                 |         |
| 3.  | The Howler                      | 4:45    |
|     |                                 |         |
| 4.  | Frame By Frame                  | 4:55    |
|     |                                 |         |
| 5.  | Matte Kudasai                   | 3:40    |
|     |                                 |         |
| 6.  | The Sheltering Sky              | 9:28    |
|     |                                 |         |
| 7.  | Discipline                      | 5:22    |
|     |                                 |         |
| 8.  | Elephant Talk                   | 5:07    |
|     |                                 |         |
| 9.  | Indiscipline                    | 11:12   |
|     |                                 |         |
| 10. | Neurotica                       | 6:29    |
|     |                                 |         |
| 11. | Heartbeat                       | 4:18    |
|     |                                 |         |
| 12. | Sartori In Tangier              | 4:20    |
|     |                                 |         |
| 13. | Larks’ Tongues In Aspic Part II | 6:43    |
|     |                                 |         |
|     |                                 | 1:19:29 |
|     |                                 |         |
koncert zarejestrowano 13 sierpnia 1982 roku w Mann Music Center w Filadelifii.
muzyka – King Crimson, teksty – Adrian Belew
do albumu dołączono 12-stronicową książeczkę

### Muzycy
- Adrian Belew – gitara, śpiew
- Robert Fripp – gitara
- Tony Levin – gitara basowa, Chapman stick
- Bill Bruford – perkusja, instrumenty perkusyjne

### Personel techniczny
- produkcja – Alex R. Mundy, David Singleton
- edycja cyfrowa – Alex R. Mundy
- design – Hugh O’Donnell
- informacje na okładce – Sid Smith
- zdjęcie na tylnej okładce – William Coupon

## Odbiór

### Opinie krytyków
| Recenzje      | Recenzje |
| Publikacja    | Ocena    |
| ------------- | -------- |
| AllMusic      | [ 2 ]    |
| Prog Archives | [ 3 ]    |
| Teraz Rock    | [ 4 ]    |

Lindsay Planer z AllMusic jest zdania, że „zarówno entuzjaści, jak i ciekawscy uznają wydany w 2004 roku album Live in Philadelphia, PA: July 30, 1982 za jedną z najmocniejszych deklaracji z tej ery King Crimson”.
Warthur z Prog Archives ocenia, że „zespół jest w doskonałej formie”, (...), a „Adrian Belew jest prawdopodobnie najbardziej ekscytującym, charakternym frontmanem, jakiego kiedykolwiek miał King Crimson”.
W opinii Jordana Babuli z miesięcznika Teraz Rock „pod względem jakości dźwięku ten koncert wypada nieźle”, a King Crimson gra „z niezłym czadem”.